# Matylda Pálfyová
Matylda Vilma Pálfyová (* 11. März 1912 in Kostoľany nad Hornádom, Königreich Ungarn, Österreich-Ungarn; gest. 23. September 1944 in Malé Brestovany bei Trnava, Slowakischer Staat), verheiratete Matylda Vilma Mareková-Pálfyová, war eine slowakische Turnerin. Sie nahm 1936 für die Tschechoslowakei an den Olympischen Sommerspielen teil und konnte im Mannschaftsmehrkampf die Silbermedaille gewinnen.

## Leben
Matylda Pálfyová kam in Kostoľany nad Hornádom als Tochter eines Försters zur Welt. Während der Schulzeit zog sie gemeinsam mit ihren Eltern von ihrer Heimatstadt in das nahegelegene Košice, wo sie 1928 ihre Schulausbildung beendete. Während der Schulzeit wurde von ihrer Klassenlehrerin Mária Dvořáková ihr sportlichen Talent entdeckt und von 1924 an in einem Sportverein in Košice, der sich der Turnerbewegung Sokol verschrieb, gefördert. Im Jahr 1927 entschied Matylda Pálfyová, sich sportlich voll auf den Turnsport zu konzentrieren. Diese Fokussierung wurde auch von ihren späteren Arbeitgebern, wo sie für die Korrespondenz der Unternehmen zuständig war, unterstützt, wodurch sie für die Turnerbewegung Sokol an Wettkämpfen in Belgrad, Ljubljana und Sofia teilnehmen konnte. Darüber hinaus schaffte sie es, am 18. Mai 1936 in Prag beim Nominierungswettbewerb für die Olympischen Sommerspiele 1936 den vierten Platz zu belegen und sich so für die Olympischen Spiele in Berlin zu qualifizieren.
Dort trat sie mit der tschechoslowakischen Mannschaft im Mannschaftsmehrkampf, dem einzigen Turnwettbewerb für die Frauen bei den Olympischen Spielen, auf der Dietrich-Eckart-Freilichtbühne an und gewann am 12. August 1936 hinter der deutschen Mannschaft die Silbermedaille. Dieser Medaillengewinn hatte historische Bedeutung, weil Matylda Pálfyová als erste Slowakin eine olympische Medaille gewinnen konnte. Lange Zeit galt sie zudem auch als erste slowakische Olympiateilnehmerin. Unter Berücksichtigung des Geburtsortes legen neuere Erkenntnisse aber nahe, dass es sich bei der in Banská Štiavnica geborenen ungarischen Turnerin Margit Kövessi, die an den Olympischen Sommerspielen 1928 in Amsterdam teilgenommen hat, um die erste slowakische Olympiateilnehmerin handelt. Zudem nahm gemeinsam mit Matylda Pálfyová auch die slowakische Diskuswerferin Margaréta Schieferová an den Olympischen Sommerspielen 1936 teil und ihr Wettkampf war bereits am 8. August 1936.
Im Jahr 1937 zog Matylda Pálfyová von Košice nach Bratislava und bereitete sich dort auf die Turn-Weltmeisterschaften 1938 vor, wo zum zweiten Mal in der Geschichte auch Wettbewerbe für Frauen stattfinden sollten. Sie konnte sich schlussendlich für das achtköpfige tschechoslowakische Team qualifizieren und belegte mit diesem im Mannschaftsmehrkampf den ersten Platz. Damit schaffte sie erneut Historisches, da sie als erste Slowakin einen Weltmeistertitel gewinnen konnte. Im Einzelmehrkampf belegte sie hinter ihren beiden tschechoslowakischen Landsfrauen Vlasta Děkanová und Zdeňka Veřmiřovská den dritten Platz. Sie konnte in den Einzeldisziplinen, in denen aber keine Medaillen vergeben wurden, den ersten Platz an den Ringen und am Sprung belegen und zudem den dritten Platz im 60-Meter-Lauf, der damals eine Disziplin im Geräteturnen war, belegen.
Nach der Gründung des Slowakischen Staates und des Verbotes der Turnerbewegung Sokol im Jahr 1939 entschied sich Matylda Pálfyová, ihre Turnkarriere zu beenden, da sie einzig in der Hlinka-Garde hätte Turnen trainieren können und dies ablehnte. Danach war sie hobbymäßig in verschiedenen Sportarten aktiv und entdeckte schließlich das Reiten als neue Leidenschaft. Neben dem Sport war sie auch musikalisch in Bratislava tätig, wodurch sie den slowakischen Komponisten Ján Cikker kennenlernte. Die beiden verlobten sich. Kurze Zeit später lösten die beiden die Verlobung aufgrund von zu unterschiedlichen Interessen wieder auf. Die Beziehung verarbeitete Ján Cikker aber in mehreren musikalischen Werken, wie zum Beispiel im 1940 veröffentlichten Werk Scherzo. Am 28. November 1942 heiratete Matylda Pálfyová den Offizier Ondrej Marek, der als Militärstaatsanwalt in Bratislava arbeitete, und trug seitdem den Namen Matylda Vilma Mareková-Pálfyová.
Nachdem ihr Mann 1943 zum Krieg eingezogen worden war, widmete sich Matylda Pálfyová wieder dem Reiten. Dabei verunglückte sie am 23. September 1944 in Malé Brestovany, als ihre Stute Wielopolska von einem Hengst angegriffen wurde und sie abwarf. In der Folge zog sie sich einen Bruch des unteren Schädelknochens zu, woran sie verstarb. Wenige Tage später wurde sie im nahegelegenen Trnava beerdigt. Von dort soll sie aus unbekannten Gründen nach Nitra umgebettet worden sein. Derzeit ist der Ort ihres Grabes unbekannt. Auch über das Schicksal ihres Mannes an der Front ist nichts bekannt.

## Name
Laut ihrer Geburtsurkunde trug Matylda Pálfyová den Namen Matilda Vilma Pálfiová. Das Slovenský olympijský a športový výbor geht davon aus, dass die Änderung der Transkription des Namens auf die mediale Präsenz von Matylda Pálfyová im tschechischen Teil der damaligen Tschechoslowakei zurückzuführen ist.

## Würdigung
Anlässlich ihres 60. Todestages wurde sowohl in ihrer Heimatstadt Kostoľany nad Hornádom als auch in Košice jeweils eine Gedenktafel für sie enthüllt. Seit 2005 verleiht das Slovenský olympijský a športový výbor den „Cena Matyldy Pálfyovej“ (Matylda-Pálfyová-Preis) an Frauen für ihre sportlichen Leistungen oder ihr Engagement im Sport und in der olympischen Bewegung. Als erste Preisträgerin wurde die zweimalige Kanuolympiasiegerin Elena Kaliská im Jahr 2005 ausgezeichnet. Nach Angaben vom Slovenský olympijský a športový výbor wurde bereits im Jahr 2003 die Rodlerin Mária Jasenčáková mit dem Preis ausgezeichnet. Welchen Namen der Preis damals hatte, ist nicht bekannt. Weitere bekannte Titelträgerinnen sind unter anderem die dreimalige Biathlon-Olympiasiegerin Anastasiya Kuzmina (2014) und die Schachspielerin Eva Repková.